# Zwingle
Zwingle är en ort i Dubuque County, och Jackson County, i Iowa. Vid 2010 års folkräkning hade Zwingle 91 invånare.
Zwingle hette ursprungligen Harmony men bytte namn för att hedra reformatorn Huldrych Zwingli.